# Janina Szyllinżanka

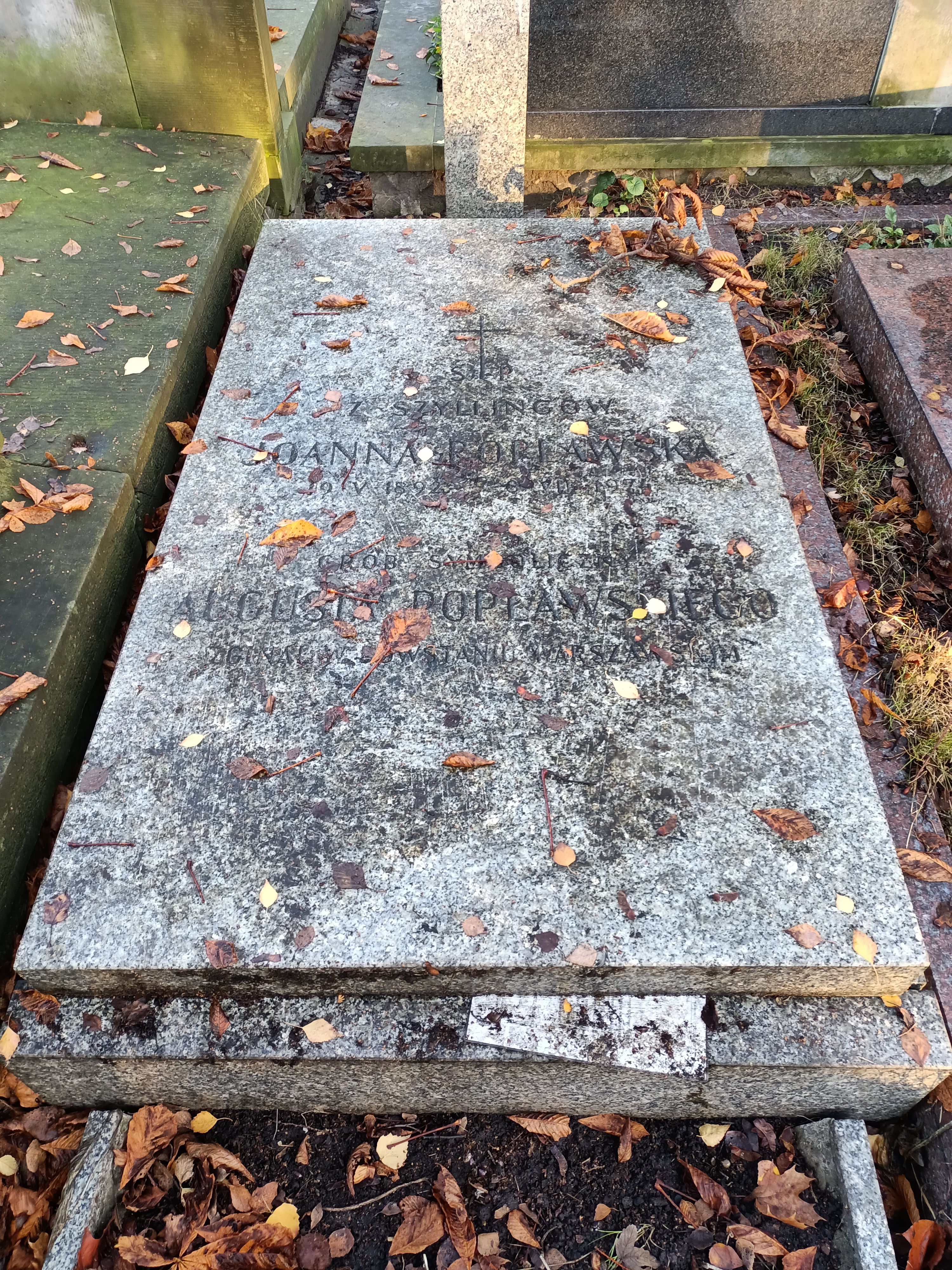
Grób Joanny Szylling-Popławskiej na cmentarzu Powązkowskim

Janina Szyllinżanka, właśc. Joanna Schilling, zamężna Popławska (ur. 19 maja 1892 w Warszawie, zm. 8 lipca 1974 w Warszawie) – polska aktorka teatralna i filmowa
W latach 1908–1909 uczyła się w Szkole Aplikacyjnej przy Warszawskich Teatrach Rządowych (WTR). Następnie występowała kolejno w Teatrze Małym (od października 1909 do 1911 i 1911–1912), Teatrze Artystycznym (latem 1911) i Teatrze Rozmaitości (od lipca 1912 do 1921). W tym ostatnim okresie grała na gościnnych występach m.in. w Teatrze Letnim w Warszawie, Wilnie (1914), Łodzi (sezon 1919/1920) oraz w Stanach Zjednoczonych (latem 1914). Zyskała uznanie przede wszystkim w rolach lirycznych amantek. Zakończyła karierę po wyjściu za mąż za ziemianina i polityka Augusta Popławskiego. Po II wojnie światowej należała do ZASP.
Spoczywa na cmentarzu Powązkowskim w Warszawie (kwatera 66-4-7).

## Role sceniczne
W swoim repertuarze posiadała m.in. role:
- Desdemony w Otellu Williama Szekspira
- Amelii w Mazepie Juliusza Słowackiego
- Anieli w Ślubach panieńskich Aleksandra Fredry
- Klary w Zemście Aleksandra Fredry
- Joanny w Nocy listopadowej Stanisława Wyspiańskiego
- Meli w Moralności pani Dulskiej Gabrieli Zapolskiej
- Mirryny w Lizystracie Arystofanesa
- Ismeny w Antygonie Sofoklesa (w Szkole Aplikacyjnej)
- Rachel w Judaszu z Kariothu Karola Huberta Rostworowskiego
- Barbary Radziwiłłówny w Złotych więzach Lucjana Rydla
- Anieli w Sarmatyzmie Franciszka Zabłockiego (w Szkole Aplikacyjnej)

## Filmografia
- 1913: Grzech
- 1919: Carewicz jako Sonia
- 1919: Krysta jako młoda poetka Krysta
- 1920: Powrót jako Bogdana